# Piloto-cosmonauta de la Federación de Rusia

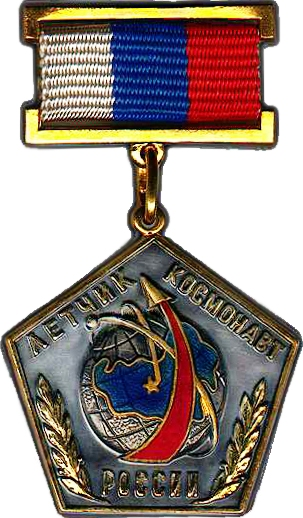
Insignia de piloto-cosmonauta de la Federación de Rusia.

Piloto-cosmonauta de la Federación de Rusia (del ruso: Лётчик-космонавт Российской Федерации, Liótchik-Kosmonavt Rossíiskoi Federatsii) es un título que se otorga a todos los cosmonautas que vuelan en misiones de la Roscosmos. Suele venir acompañado del título de Héroe de la Federación Rusa, el máximo título que se puede otorgar a un ciudadano ruso por realizar actos heroicos en servicio del estado. El título se otorga mediante un decreto del presidente de Rusia.

## Diseño
Se trata de una medalla pentagonal que conserva gran parte del diseño de la insignia de piloto-cosmonauta de la URSS. En el centro aparece el globo terráqueo con Rusia resaltada en azul. Aparecen varias naves espaciales, y se resalta la órbita de cada una de ellas. En la parte superior se encuentra la inscripción 'ЛEТЧИК КОСМОНАВТ' (Piloto Cosmonauta) y en la parte inferior 'РОССИИ' (de Rusia) y dos ramas de laurel a los lados.
Pende de un galón rectangular de los colores de la bandera de Rusia: blanco, azul y rojo.

## Pilotos-cosmonautas de la Federación de Rusia
Después de la fecha se indica el número de decreto del presidente de la Federación de Rusia que otorga el título.
1. 11 de agosto de 1992, Decreto n.º 871 — Aleksandr Yúrievich Kaleri
2. 5 de febrero de 1993, Decreto nº 181 — Sergéi Vasílievich Avdéyev
3. 23 de julio de 1993, Decreto nº 1060 — Aleksandr Fiódorovich Poleshchuk
4. 14 de enero de 1994, Decreto nº 154 — Vasili Vasílievich Tsiblíyev
5. 18 de agosto de 1994, Decreto nº 1697 — Yuri Vladímirovich Usachov
6. 24 de noviembre de 1994, Decreto nº 2107 — Yuri Ivánovich Malenchenko
7. 24 de noviembre de 1994, Decreto nº 2107 — Talgat Amangeldíyevich Musabáyev
8. 10 de abril de 1995, Decreto nº 338 — Yelena Vladímirovna Kondakova
9. 7 de septiembre de 1995, Decreto nº 907 — Vladímir Nikoláyevich Dezhúrov
10. 5 de octubre de 1995 Decreo nº 1017 — Nikolái Mijáilovich Budarin
11. 1 de abril de 1996, Decreto nº 447 — Yuri Pávlovich Gidzenko
12. 16 de octubre de 1996, Decreto nº 1443 — Yuri Ivánovich Onufriyenko
13. 11 de abril de 1997, Decreto nº 342 — Valeri Grigórievich Korzun
14. 10 de abril de 1998, Decreto nº 370 — Aleksandr Ivánovich Lazutkin
15. 10 de abril de 1998, Decreto nº 372 — Pável Vladímirovich Vinográdov
16. 10 de abril de 1998, Decreto nº 372 — Salizhán Shakirovich Sharípov
17. 25 de diciembre de 1998, Decreto nº 1640 — Yuri Mijáilovich Baturin
18. 5 de abril de 1999, Decreto nº 428 — Gennadi Ivánovich Pádalka
19. 10 de septiembre de 1999, Decreto nº 1211 — Valeri Ivánovich Tókarev
20. 9 de noviembre de 2000, Decreto nº 1858 — Sergéi Víktorovich Zaliotin
21. 9 de abril de 2001, Decreto nº 408 — Borís Vladímirovich Morukov
22. 10 de abril de 2002, Decreto nº 367 — Konstantín Mirovich Kozeyev
23. 10 de octubre de 2002, Decreto nº 1145 (no publicado) — Yuri Valentínovich Lonchakov
24. 12 de abril de 2003, Decreto nº 420 — Mijaíl Vladislávovich Tiurin
25. 21 de septiembre de 2003, Decreto n.º 1082 — Fiódor Nikoláyevich Yurchijin
26. 4 de febrero de 2004, Decreto n.º 140 — Sergéi Yevgénievich Treshchov
27. 23 de febrero de 2005, Decreto n.º 206 (no publicado) — Yuri Geórgievich Shargín
28. Oleg Valérievich Kótov (según la web oficial del Presidente de Rusia)